# Rajon Kehytschiwka
Der Rajon Kehytschiwka (ukrainisch Кегичівський район/Kehytschiwskyj rajon; russisch Кегичёвский район/Kegitschjowski rajon) war eine Verwaltungseinheit innerhalb der Oblast Charkiw im Osten der Ukraine. Der Rajon, welcher 1923 gegründet wurde, hatte eine Fläche von 782 km² und eine Bevölkerung von etwa 20.000 Einwohnern. Der Verwaltungssitz befand sich in der namensgebenden Siedlung städtischen Typs Kehytschiwka.
Am 17. Juli 2020 kam es im Zuge einer großen Rajonsreform zum Anschluss des Rajonsgebietes an den Rajon Krasnohrad.
Auf kommunaler Ebene war der Rajon in 2 Siedlungsratsgemeinden und 14 Landratsgemeinden unterteilt, denen jeweils einzelne Ortschaften untergeordnet waren.
Zum Verwaltungsgebiet gehörten:
- 2 Siedlungen städtischen Typs
- 36 Dörfer
- 2 Ansiedlungen